# SS Central America
SS Central America (в переводе с англ. «Центральная Америка») — колёсный пароход США, работавший на восточном побережье Центральной Америки и США в 1850-х. Затонул в 1857 году.

## Крушение
3 сентября 1857 года корабль вышел из города Колон с 477 пассажирами и 101 членом экипажа на борту и отправился в Нью-Йорк. На борту также находилось 10 американских тонн (9,1 т) золота, добытого во время Калифорнийской золотой лихорадки.

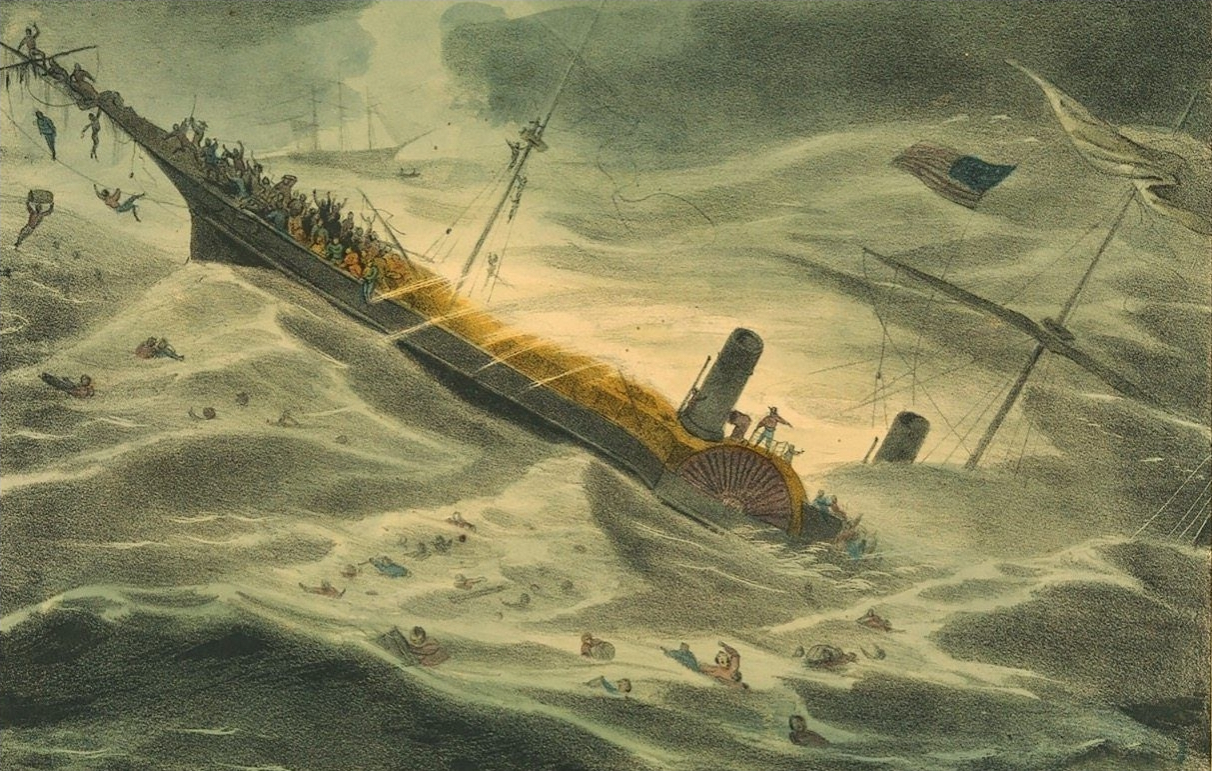
Гибель судна

9 сентября корабль попал в шторм у берегов Северной Каролины. К 11 сентября ветер усилился до 165 км/ч и начал срывать паруса, в одном из отсеков появилась течь, и к середине того же дня котёл уже не мог поддерживать огонь. Давление пара резко упало, и гребные колёса остановились. Корабль начал медленно тонуть. Быстро были сформированы бригады пассажиров, которые всю ночь тщетно пытались при помощи подручных средств откачать воду из нижних отсеков. Были предприняты попытки запустить котёл снова, но, несмотря на затихание шторма, они не увенчались успехом. Во второй половине дня шторм ударил вновь. Пароход был уже на грани затопления и плыл вместе со штормом. На следующее утро тонущий корабль заметили два судна. 153 человека, в основном женщин и детей, удалось погрузить на спасательные шлюпки, и они успешно достигли этих кораблей. Однако корабль было уже не спасти, и около 8 вечера он затонул.
Порядка 400 человек погибли, вместе с ними затонул и весь груз золота.

## Поиски и подъем части груза
В сентябре 1988 года корабль был обнаружен группой Columbus-America Discovery Group of Ohio.  Томми Грегори Томпсон организовал подъём части груза. После судебных споров с несколькими десятками страховых компаний, большая часть поднятого золота была оставлена команде Томпсона, общая стоимость груза оценивалась более чем в 100 миллионов долларов США. С 2006 года идут суды между инвесторами и сотрудниками группы, в 2012 году Томпсон скрылся и был пойман только в 2015 году.